# Batalha de Ciudad Juárez
A Batalha de Ciudad Juárez teve lugar em abril e maio de 1911 entre forças federais leais a Porfirio Díaz e forças rebeldes de Francisco Madero, durante a Revolução Mexicana. O exército de Madero, que sitiou Ciudad Juárez no estado de Chihuahua, era comandado por Pascual Orozco e Francisco Villa. Após dois dias de combates a guarnição da cidade rendeu-se e Orozco e Villa assumiram o controlo da cidade. A tomada de Ciudad Juárez por Madero, combinada com a tomada de Cuautla, em Morelos, por Emiliano Zapata, convenceu o presidente Porfirio Díaz de que não podia derrotar os rebeldes. Como resultado, Díaz deu o seu acordo ao Tratado de Ciudad Juárez, demitiu-se, e exilou-se na França, terminando assim a fase inicial da Revolução Mexicana.

## Antecedentes

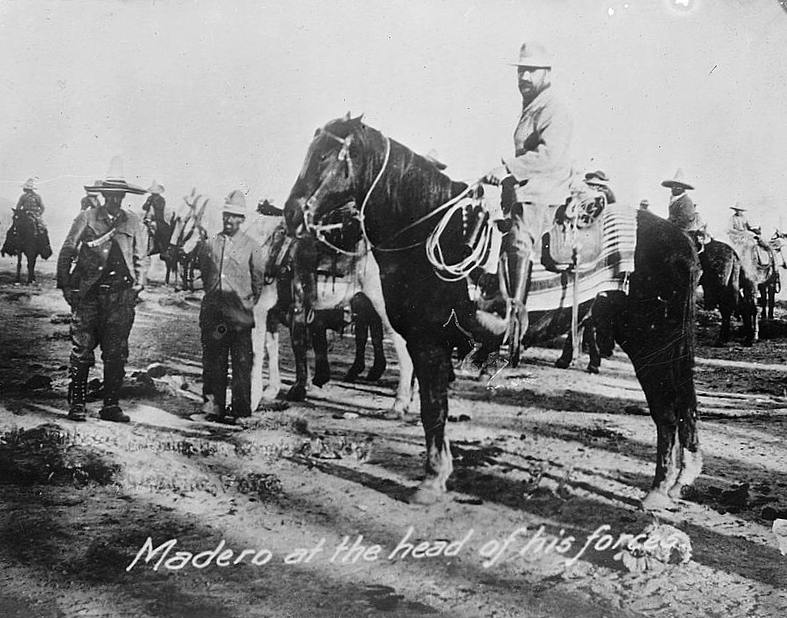
Madero à frente das suas forças em 1910.

Após trinta anos de governo ditatorial, a oposição ao regime de Porfirio Díaz aglutinou-se em redor da liderança de Francisco Madero. Madero havia escapado da prisão no México e enquanto se encontrava exilado nos Estados Unidos, em novembro de 1910, apelou à rebelião contra Díaz. No estado nortenho de Chihuahua, este apelo foi respondido pelo comerciante, mineiro, e traficante de armas Pascual Orozco e pelo "bandido social" Pancho Villa, tendo os dois iniciado operações de guerilha contras as tropas federais de Díaz.
Encorajado pelas ações de Villa e Orozco, bem como pelo estalar da rebelião zapatista em Morelos, Madero regressou ao México em fevereiro de 1911. Após alguns enfrentamentos menores, Madero, Orozco e Villa decidiram atacar as tropas federais em Ciudad Juárez. Se conseguissem tomar a cidade, controlariam o trânsito entre o México e os Estados Unidos. Além disso, um tão grande êxito dos revolucionários poderia muito bem ser o empurrão final que derrubaria o Porfiriato.
Paralelamente, o ataque a Ciudad Juárez seria a primeira vez que o exército revolucionário enfrentaria as tropas federais numa batalha regular em vez de utilizar tácticas de guerrilha. Embora a fusão das forças de Madero, Villa e Orozco tenha resultado num número de tropas suficiente para formar uma força capaz de combater soldados profissionais em confrontos renhidos, as tropas federais mantinham ainda a sua vantagem em termos de treino e disciplina. As forças governamentais tinham de facto boas hipóteses de esmagar a rebelião movimentando tropas desde a capital do estado, Chihuahua, e capturar Madero num movimento de pinça. Contudo, o governador do estado nomeado por Díaz, Miguel Ahumada, temia que se os soldados abandonassem a capital distúrbios poderiam ocorrer e a insurreição alastraria. Adicionalmente preocupadas com a aparente desmoralização dos soldados federais (muitos dos quais haviam sido conscriptos à força e na verdade simpatizavam com os revolucionários), as tropas na cidade de Chihuahua decidiram manter-se onde estavam.

## A batalha

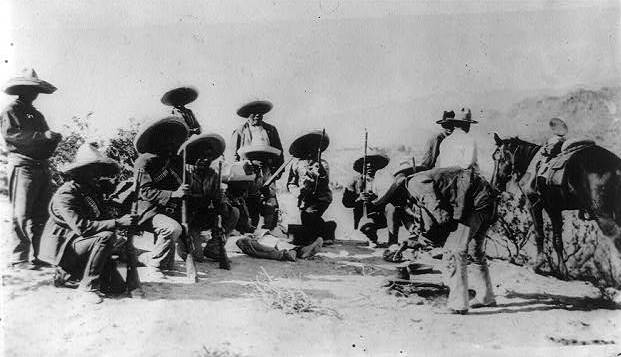
Acampamento revolucionário na vizinhança de Ciudad Juárez em 1911.

### Escaramuças iniciais
Madero enviou uma parte das suas forças num ataque de diversão a Agua Prieta, o qual se revelou bem-sucedido (a batalha foi importante por ter sido a primeira vez que as linhas férreas foram usadas pelos rebeldes para surpreender o adversário e por tropas dos Estados Unidos terem estado envolvidas nos combates). A localidade foi retomada pelas tropas federais duas semanas mais tarde após a a chegada de reforços adicionais.
A principal ofensiva rebelde ocorreu em 7 de abril, quando Madero conduziu 1 500 homens a Ciudad Juárez, precedido por Villa e Orozco, com 500 homens cada um. Pelo caminho, os rebeldes capturaram Temósachi e Bauche, o que aumentou bastante o seu moral.
Ciudad Juárez, defendida por 700  soldados, foi cercada por três lados, a única rota de fuga possível para os sitiados sendo a estrada para norte em direção a El Paso e aos Estados Unidos. Apesar do facto de os revolucionários terem cortado o abastecimento de água à cidade e de a guarnição ter poucas munições, o seu comandante, o general Juan Navarro, recusou render-se, convencido de que a inexperiência dos rebeldes em cercos lhe permitiria resistir.

### Villa e Orozco desobedecem a Madero
Nesta altura Díaz tentou chegar a acordo com Madero, sobretudo após a captura de Cuautla pelos zapatistas no centro-sul do México. Juntamente com o seu ministro das finanças e principal conselheiro, José Yves Limantour, Díaz planeava fazer concessões ao relativamente moderado Madero, e uma vez pacificado Madero, punir os elementos mais radicais entre os rebeldes. Foi acordada uma trégua em 23 de abril.

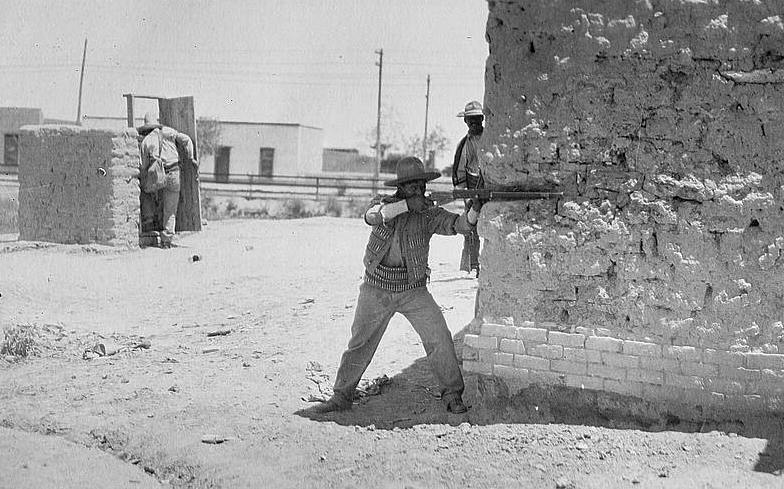
Combates nas ruas de Ciudad Juárez.

Embora Madero estivesse pronto para negociar com Díaz e a abster-se de atacar, Villa e Orozco não aceitavam esta posição. Em 8 de maio, os dois generais lançaram um assalto à cidade sem consultarem Madero dizendo que tal havia sucedido como consequência de um surto de combates "espontâneo". Este incidente, que serviu como uma desculpa para a ofensiva, ocorreu quando um oficial federal insultou uma mulher rebelde numa ponte entre Ciudad Juárez e El Paso. Madero tentou parar a violência mas Orozco e Villa prosseguiram. Ambos se esforçaram por evitar Madero de forma a que não tivessem que desobedecer uma ordem direta. Quando Villa foi finalmente confrontado por Cástulo Herrera, com instruções explícitas para que parara os combates, ele simplesmente ignorou-o. De igual modo, quando Madero finalmente conseguiu encontrar-se pessoalmente com Orozco, foi-lhe dito simplesmente que a batalha já se encontrava em curso e que era demasiado tarde para parar.
Navarro, por seu lado, pressionado por Madero, tentou manter o cessar-fogo tanto quanto lhe foi possível. Tal atitude saiu bastante cara aos defensores. As forças rebeldes capturaram as defesas exteriores da cidade sem enfrentarem oposição, pois nenhum oficial federal estava disposto a contrariar a ordem de não abrir fogo. Ao invés, as tropas retiraram-se mais para o interior da cidade.
Orozco atacou a norte e Villa a sul. Ambos conduziram as suar tropas paralelamente à fronteira com os Estados Unidos de forma a que fosse improvável que algum dos seus disparos, ou os da guarnição da cidade, atingissem o lado estadunidense da fronteira. De facto, vários milhares de civis estadunidenses haviam-se juntado em El Paso para observarem os combates como espectadores.

### Ataque não convencional

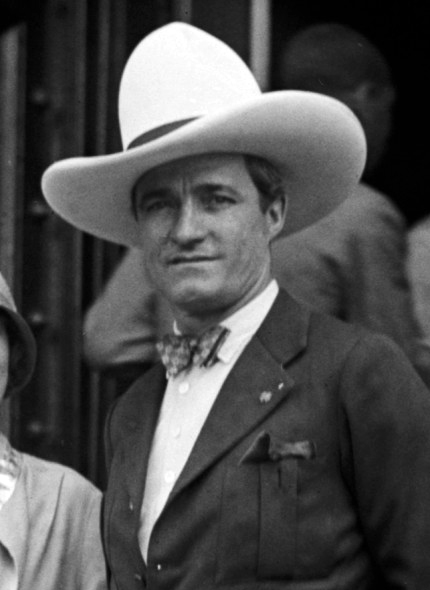
O ator de Hollywood Tom Mix combateu com os rebeldes em Ciudad Juárez.

Os rebeldes assumiram o controlo das pontes que ligavam a cidade aos Estados Unidos, cortaram as linhas de eletricidade e telégrafo, ocuparam a praça de touros, e atingiram a zona circundante do centro da cidade (onde havia sido construída a segunda linha de defesas) durante o primeiro dia de combates. Navarro, influenciado pelos conselhos do impetuoso coronel Tamborrel, recusou uma oferta de passagem segura feita pelos rebeldes.
A cidade encontrava-se bem defendida e fortificada, pois Navarro havia preparado uma defesa em profundidade com vários aneis de trincheiras concêntricos, barricadas e fortificações. Porém, sem que os defensores o soubessem, os rebeldes tinham na sua posse grandes quantidades de dinamite e peritos estrangeiros de outras guerras de guerrilha, incluindo o o general boer Ben Viljoen, e o neto do famoso revolucionário italiano Giuseppe Garibaldi II. (Vários relatos noticiosos da batalha mencionam a participação de Tom Mix, futura estrela de muitos westerns de Hollywood.) Para contrariar as formidáveis defesas, os rebeldes desenvolveram uma estratégia eficaz que lhes permitiu evitar os ninhos de metralhadoras e barricadas bem colocados de Navarro. Em lugar de atacarem pelas ruas, usaram dinamite para rebentar com as paredes das casas de adobe que estavam construídas umas junto das outras, o que lhes permitiu avançar pela cidade, casa a casa.
Outro aspecto novo da ofensiva usado pelos atacantes, que foi amplamente comentado pelo jornalista americano Timothy Turner que observava a batalha desde El Paso, foi a rotação das tropas empregada pelos rebeldes. Em lugar de atacarem em massa com todo o exército, Villa e Orozco deixavam os seus soldados enfrentar-se com o inimigo durante algumas horas, retirando depois para posições seguras para dormir, enquanto outros soldados rebeldes tomavam o seu lugar. Como consequência, as tropas insurreicionistas estavam sempre descansadas enquanto que as menos numerosas tropas defensoras eram forçadas a permanecer sem dormir e sempre vigilantes.
As tropas federais ficaram sem água no dia 8 de maio (segundo um relatório do próprio Madero) e confinadas a apenas alguns edifícios no centro da cidade. A maior parte dos combates nesta altura era de proximidade e como resultado a vantagem em metralhadoras e artilharia de que os federais haviam gozado antes já não era relevante. Segundo alguns relatos as tropas do general Navarro estavam à beira do motim e ele estava seriamente preocupado com a possibilidade de os soldados virem a voltar-se contra os seus oficiais. Assim, ele iniciou negociações com as forças rebeldes, rendendo-se dois dias depois, às 2:30 de 10 de maio de 1911.

## Consequências

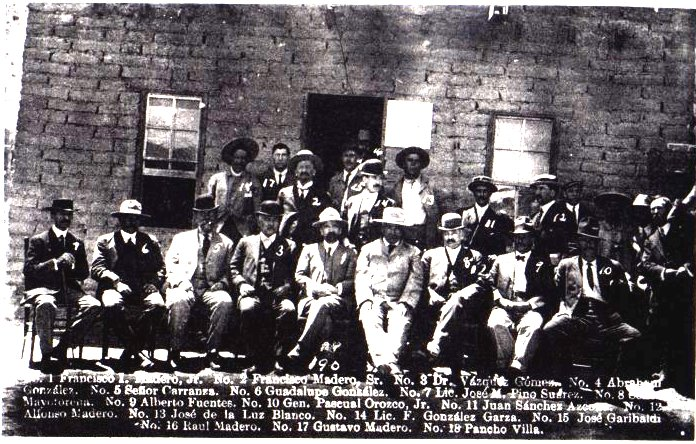
Fotografia oficial dos vencedores da Batalha de Ciudad Juárez. Francisco Madero está sentado ao centro, Orozco à extrema direita, e Villa está em pé à esquerda.

Após a captura da cidade, o movimento revolucionário de Madero conseguiu um novo tipo de credibilidade, tanto no México como nos Estados Unidos. Alguns jornalistas estadunidenses atravessaram a fronteira para felicitarem pessoalmente Madero, e relataram aos leitores do seu país sobre o modo rápido e eficiente como a ordem havia sido restabelecida na cidade.

### Queda de Díaz
O desfecho da batalha alterou a percepção do movimento rebelde no México. Antes da vitória de Madero muitos acreditavam que as forças rebeldes dispersariam assim que fossem confrontadas pelas tropas federais. A queda de Ciudad Juárez provou ser errada tal ideia e revelou a verdadeira força das tropas rebeldes.
O efeito imediato do êxito dos rebeldes ajudou a convencer Porfirio Díaz a aceitar a exigência dos revolucionários de que se demitira. Incitado por Limantour, dois dias após o fim da batalha Díaz assinou com Madero o Tratado de Ciudad Juárez, e dez dias após a batalha, demitiu-se, e partiu para o exílio na França. Chegava assim ao fim a primeira etapa da Revolução Mexicana, e ao mesmo tempo tornava-se claro que até mesmo tropas bem instaladas numa cidade não eram invulneráveis a exércitos de guerrilheiros.

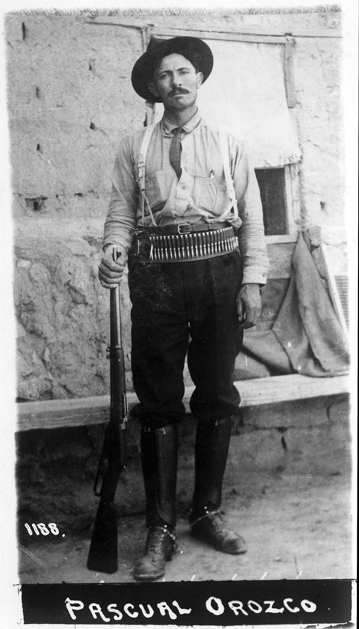
Pascual Orozco, um dos generais rebeldes vitoriosos em Ciudad Juárez, e o homem que sentia dever ser ele o líder da revolução.

### Discórdia entre os vencedores
Uma consequência mais indireta surgiu das desavenças que ocorreram entre Madero e os generais Villa e Orozco. As tensões surgiram inicialmente durante a batalha e continuaram depois desta. Além da insubordinação relativamente a Madero de que os dois líderes militares deram mostra ainda durante o desenrolar da batalha, eles confrontaram-no mais tarde sobre o pagamento aos seus soldados e sobre a nomeação de Venustiano Carranza como ministro da defesa de Madero. Carranza era um civil que havia aderido à revolução no último momento e por estas razões era desprezado tanto por Villa como por Orozco (de facto, Carranza tornar-se-ia o principal antagonista de Villa no futuro).
Porém, a causa imediata do surgimento do conflito entre os rebeldes foi o destino do general federal Juan Navarro que havia defendido Ciudad Juárez. Tanto Villa como Orozco queriam que ele fosse executado por antes ter matado prisioneiros de guerra revolucionários. Madero opôs-se à sua execução, ainda que o julgamento por um tribunal marcial de todos os oficiais federais que haviam cometido crimes de guerra fosse um dos principais pontos do seu manifesto. Orozco e Villa foram confrontar Madero, desenvolvendo-se uma situação tensa, e (segundo Villa e outras testemunhas) Orozco sacou da sua pistola ameaçando Madero. Madero acabaria por escapar desta situação ao apelar diretamente às tropas de Villa e Orozco e os dois generais tiveram que ceder. Madero escoltou pessoalmente Navarro através da fronteira com os Estados Unidos até El Paso. Carranza manteve o seu posto para desgosto de Orozco, em particular. Contudo, Madero acabaria por retirar ouro do banco local e distribuí-lo pelas tropas como era o desejo dos dois generais..
As motivações dos três nesta luta interna não são completamente claras. Segundo Friedrich Katz, Madero, ao recusar deixar matar Navarro tinha como motivo o seu humanismo pessoal, mas também uma necessidade de afirmar a sua autoridade, civil, sobre líderes militares. Parece também que Villa estava preocupado sobretudo com tomar conta dos seus soldados e o seu ódio pessoal por Navarro derivava do facto de os soldados que Navarro ordenara que fossem mortos a baioneta serem villistas. Anos mais tarde, depois de se ter zangado com Orozco, Villa escreveu nas suas memórias que todo este episódio havia sido engendrado por Orozco, que havia recebido 50 000 pesos dos agentes de Díaz, para que ele matara Madero. Ainda que Katz e outros académicos considerem este cenário algo extremo, é possível que Orozco, que acreditava que deveria ser ele o líder da revolução por direito, estava a tentar levar Villa a matar Madero. Deste modo, Madero estaria fora de cena, Villa seria desacreditado entre os círculos intelectuais revolucionários como um bandido comum, e Orozco poderia reclamar o manto da liderança. No final, porém, Villa manteve a calma, Madero convenceu os soldados comuns a apoiá-lo, e Orozco não teve a coragem de executar o seu plano até ao fim.

### Desenvolvimentos adicionais resultantes da batalha
Orozco permaneceu insatisfeito com as posições políticas que lhe foram oferecidas no governo de Madero. Ficou ainda mais zangado quando Madero lhe pediu para combater Zapata no centro do México. Como resultado, em março de 1912, menos de um ano após a batalha de Ciudad Juárez, Orozco declarou-se formalmente em rebelião contra Madero. Subsequentemente apoiou Victoriano Huerta no seu golpe de Estado contra Madero. Após a queda de Huerta, Orozco exilou-se nos Estados Unidos e acabou por ser morto pelos Texas Rangers quando tentava regressar ao México para iniciar outra revolta.
Pancho Villa permaneceu leal a Madero (e até lutou por ele contra Orozco) e contribuiu muito para o derrube de Huerta. Porém, rompeu com Venustiano Carranza e perdeu a luta pelo controlo da revolução para o general de Carranza, Álvaro Obregón.